# Marzy
Marzy és un municipi francès, situat al departament del Nièvre i a la regió de Borgonya - Franc Comtat. L'any 2007 tenia 3.434 habitants.

## Demografia

### Població
El 2007 la població de fet de Marzy era de 3.434 persones. Hi havia 1.323 famílies, de les quals 260 eren unipersonals (107 homes vivint sols i 153 dones vivint soles), 487 parelles sense fills, 495 parelles amb fills i 81 famílies monoparentals amb fills.
La població ha evolucionat segons el següent gràfic:
Habitants censats

### Habitatges
El 2007 hi havia 1.436 habitatges, 1.338 eren l'habitatge principal de la família, 20 eren segones residències i 77 estaven desocupats. 1.375 eren cases i 34 eren apartaments. Dels 1.338 habitatges principals, 1.151 estaven ocupats pels seus propietaris, 167 estaven llogats i ocupats pels llogaters i 19 estaven cedits a títol gratuït; 14 tenien una cambra, 35 en tenien dues, 143 en tenien tres, 416 en tenien quatre i 729 en tenien cinc o més. 1.107 habitatges disposaven pel capbaix d'una plaça de pàrquing. A 483 habitatges hi havia un automòbil i a 776 n'hi havia dos o més.

### Piràmide de població
La piràmide de població per edats i sexe el 2009 era:
| Homes | Edats   | Dones |
| ----- | ------- | ----- |
| 4     | 95 o +  | 0     |
| 4     | 90 a 94 | 8     |
| 12    | 85 a 89 | 24    |
| 20    | 80 a 84 | 16    |
| 20    | 75 a 79 | 48    |
| 44    | 70 a 74 | 56    |
| 92    | 65 a 69 | 76    |
| 104   | 60 a 64 | 100   |
| 104   | 55 a 59 | 132   |
| 132   | 50 a 54 | 148   |
| 136   | 45 a 49 | 128   |
| 96    | 40 a 44 | 108   |
| 108   | 35 a 39 | 104   |
| 96    | 30 a 34 | 116   |
| 88    | 25 a 29 | 84    |
| 56    | 20 a 24 | 76    |
| 121   | 15 a 19 | 56    |
| 120   | 10 a 14 | 68    |
| 96    | 5 a 9   | 88    |
| 84    | 0 a 4   | 56    |

## Economia
El 2007 la població en edat de treballar era de 2.216 persones, 1.606 eren actives i 610 eren inactives. De les 1.606 persones actives 1.533 estaven ocupades (836 homes i 697 dones) i 72 estaven aturades (34 homes i 38 dones). De les 610 persones inactives 275 estaven jubilades, 167 estaven estudiant i 168 estaven classificades com a «altres inactius».

### Ingressos
El 2009 a Marzy hi havia 1.454 unitats fiscals que integraven 3.672 persones, la mediana anual d'ingressos fiscals per persona era de 21.469 €.

### Activitats econòmiques
Dels 159 establiments que hi havia el 2007, 1 era d'una empresa extractiva, 3 d'empreses alimentàries, 2 d'empreses de fabricació de material elèctric, 9 d'empreses de fabricació d'altres productes industrials, 31 d'empreses de construcció, 54 d'empreses de comerç i reparació d'automòbils, 4 d'empreses de transport, 12 d'empreses d'hostatgeria i restauració, 4 d'empreses financeres, 7 d'empreses immobiliàries, 12 d'empreses de serveis, 10 d'entitats de l'administració pública i 10 d'empreses classificades com a «altres activitats de serveis».
Dels 53 establiments de servei als particulars que hi havia el 2009, 1 era una oficina de correu, 1 funerària, 10 tallers de reparació d'automòbils i de material agrícola, 1 taller d'inspecció tècnica de vehicles, 6 paletes, 7 guixaires pintors, 3 fusteries, 5 lampisteries, 3 electricistes, 2 empreses de construcció, 4 perruqueries, 7 restaurants, 2 agències immobiliàries i 1 tintoreria.
Dels 27 establiments comercials que hi havia el 2009, 1 era, 1 una botiga de menys de 120 m², 1 una peixateria, 13 botigues de roba, 1 una botiga d'equipament de la llar, 3 botigues d'electrodomèstics, 4 botigues de material esportiu, 1 una botiga de material esportiu, 1 un drogueria i 1 una perfumeria.
L'any 2000 a Marzy hi havia 18 explotacions agrícoles que ocupaven un total de 1.320 hectàrees.

## Equipaments sanitaris i escolars
L'únic equipament sanitari que hi havia el 2009 era una farmàcia.
El 2009 hi havia 1 escola maternal i 1escola elemental.

## Poblacions més properes
El següent diagrama mostra les poblacions més properes.